# Тапиолан Хонка
«Тапиолан Хонка» (фин. Tapiolan Honka) — финский баскетбольный клуб, представляет город Эспоо, второй по величине город Финляндии.

## История
В 1957 году в Эспоо появился спортивный клуб «Тапион Хонка», однако в 1975 году из него выделились футбольный, баскетбольный и хоккейный клубы.
В настоящее время существует мужская, женская и юношеская команда с названием «Хонка». В 2006 году под руководством сербского тренера Михайло Павичевича команда стала чемпионом Финляндии. Команда принимала участие в розыгрыше Единой лиги ВТБ 2010/11 годов.
Из-за финансовых проблем клуб пропустил сезон 2011-12 годов в национальном первенстве.

## Известные игроки
- Петтери Копонен
- Сасу Салин
- Киммо Мууринен

## Титулы
- Чемпион Финляндии: 1974, 1976, 2001, 2002, 2003, 2007, 2008
- Обладатель кубка Финляндии: 1973, 1974, 1975, 2001, 2009